# Aeroportul Mnichovo Hradiste
Aeroportul Mnichovo Hradiste (IATA: HRA, ICAO: LKMH) este un aeroport din Mnichovo Hradiště⁠(d), okres Mladá Boleslav⁠(d), Boemia Centrală, Cehia ce deservește zona Mnichovo Hradiště⁠(d).
Situat la o altitudine de 244 m, aeroportul dispune de 2 piste. Este operat de Aero - taxi OKR, a.s.⁠(d).

## Infrastructură

### Piste
Aeroportul dispune de 2 piste. Pista 07/25 are suprafața de beton și dimensiunile 1.970 m × 30 m. Pista 08/26 are suprafața de Iarbă și dimensiunile 1.000 m × 30 m. 